# (2328) Robeson
(2328) Robeson (1972 HW) ist ein Asteroid des inneren Hauptgürtels, der am 19. April 1972 von der russischen (damals: Sowjetunion) Astronomin Tamara Michailowna Smirnowa am Krim-Observatorium (Zweigstelle Nautschnyj) auf der Halbinsel Krim (IAU-Code 095) entdeckt wurde.

## Benennung
(2328) Robeson wurde nach dem US-amerikanischen Schauspieler und Sänger Paul Robeson (1898–1976) benannt.